# Cam Weaver
William Cameron Weaver (Kent, 10 giugno 1983) è un ex calciatore statunitense, di ruolo attaccante.

## Carriera

### Club

#### College
Weaver frequentò la Kentwood High School di Covington e praticò calcio collegiale per quattro stagioni, militando prima nei Skagit Valley Cardinals e poi nei Seattle Redhawks.
Giocò anche per il Kalamazoo Kingdom nella USL Premier Development League.

#### Professionismo
Weaver vestì poi la maglia dei Seattle Sounders, diventando capocannoniere della USL First Division, assieme a Romário. In seguito a questa stagione, lo statunitense fu ingaggiato dai norvegesi dello Haugesund. Debuttò nell'Adeccoligaen il 9 aprile 2007, nella sconfitta per 2-1 contro il Moss. Il 15 aprile segnò la prima rete, su calcio di rigore, nel successo per 2-1 sullo Sparta Sarpsborg.
Tornò poi in patria, per giocare nei San Jose Earthquakes. Il 9 giugno 2009 fu scambiato alla Houston Dynamo in cambio di Chris Wondolowski e una conditional pick per il Draft successivo. Annunciò il ritiro via Instagram in data 8 marzo 2015.

## Palmarès

### Club

#### Competizioni nazionali
- U.S. Open Cup: 1

Seattle Sounders FC: 2014
- MLS Supporters' Shield: 1

Seattle Sounders FC: 2014